# عشق یک اسلحه است (فیلم)
عشق یک اسلحه است یا عشق یک تفنگ است (به انگلیسی: Love Is a Gun) فیلمی محصول سال ۱۹۹۴ و به کارگردانی دیوید هارتول است. در این فیلم بازیگرانی همچون اریک رابرتس، کلی پرستون، آر. لی ارمی و مارشال بل ایفای نقش کرده‌اند.